# Латыши в Башкортостане
Латыши в Башкортостане (баш. Latıştar Başqortostanda; латыш. Latvieši Baškīrijā) — этнические латыши, проживающие на территории Башкортостана.

## История
Первые латыши на территории Башкортостана появились в 1870-е годы, большая часть их которых являлись переселенцами из Курляндской губернии и Лифляндской губернии. В дальнейшем латыши переселялись в Башкортостан в ходе столыпинской аграрной реформы. Латышские переселенцы эмигрировали в Башкортостан по причине дешевизны земли. Латышские хутора вместе образовали Арх-Латышскую колонию.
К 1920 году численность латышей составила 8128 человек. Их места проживания находились преимущественно в центральном Башкортостане, в районах Иглинского района и Архангельского района.

## Сегодня
По состоянию на 2010 год в Республике Башкортостан проживало 1117 этнических латышей. Существует тенденция к снижению численности этнических латышей. В Архангельском районе проживает 300 латышей, что является наибольшим числом по всему Башкортостану. Правительство Латвии оказывает поддержку местной диаспоре и направляет учителей латышского языка.